# Mei Nagano
Pour les articles homonymes, voir Nagano (homonymie).
Mei Nagano  (永野 芽郁, Nagano Mei), née le 24 septembre 1999 à Tokyo au Japon, est une actrice et mannequin japonaise.

## Filmographie

### Cinéma
- 2010 : Zebraman 2: Attack on Zebra City
- 2012 : Rurouni Kenshin
- 2015 : Tsukuroi Tatsu Hito
- 2015 : My Love Story!
- 2017 : Peach Girl
- 2017 : Hirunaka no Ryūsei
- 2017 : Teiichi's Country
- 2017 : Parks
- 2017 : Mix

### Télévision

#### Téléfilms
- 2013 : Yae no Sakura (NHK), Young Yamakawa Tokiwa
- 2016 : Itsuka Kono Koi o Omoidashite Kitto Naite Shimau (Fuji TV), Remi Funakawa
- 2016 : Koe Koi (TV Tokyo), Yuiko Yoshioka
- 2016 : Sanada Maru (NHK), Senhime
- 2017 : We Did It (Fuji TV), Renko Aokawa[3]
- 2018 : Hanbun, Aoi. (NHK), Suzume Nireno[4],[5]

## Publicités
- Alpen (2016-current)
- UQ Communicationware - UQMobile (2016-current)[6]
- Townwork - Recruit (2016)[7]
- Sekisui House (2016)[8]
- Calpis - Calpis Water (2016)[9]
- Hoya Corporation - iCity (2015)
- Nintendo (2015)
- Honda - GRACE (2015)
- LIFENET INSURANCE COMPANY (2015)
- Meiji Milk Chocolat (2012-2013)
- Coca-Cola (2012)
- Tokyo Electric Power Company - Switch! (2012)